# Gabriela Zingre-Graf
Gabriela Zingre, coniugata Graf, detta Gabi (Gstaad, 5 agosto 1970), è un'ex sciatrice alpina svizzera.

## Biografia
La Zingre-Graf debuttò in campo internazionale in occasione dei Mondiali juniores di Hemsedal/Sälen 1987; due anni dopo ottenne il primo piazzamento in Coppa del Mondo, il 15 gennaio 1989 a Grindelwald in slalom speciale (12ª), e ai successivi Mondiali juniores di Alyeska 1989 vinse la medaglia d'oro nella medesima specialità. Sempre gareggiando in slalom speciale prese parte a un'edizione dei Campionati mondiali, Morioka 1993, e a una dei Giochi olimpici invernali, Lillehammer 1994, classificandosi rispettivamente al 21º e al 5º posto.
Nel 1995 conquistò due podi in Coppa del Mondo, entrambi in slalom speciale: il 15 gennaio a Garmisch-Partenkirchen e il 18 novembre a Vail/Beaver Creek (3ª). Prese per l'ultima volta il via nel massimo circuito internazionale il 16 marzo 1997 a Vail in slalom speciale (8ª) e si ritirò al termine della stagione 1996-1997; la sua ultima gara fu lo slalom gigante dei Campionati svizzeri 1997, disputato il 24 marzo a Zinal e chiuso dalla Zingre-Graf al 5º posto.

## Palmarès

### Mondiali juniores
- 1 medaglia:
  - 1 oro (slalom speciale ad Alyeska 1989)

### Coppa del Mondo
- Miglior piazzamento in classifica generale: 36ª nel 1995
- 2 podi:
  - 2 terzi posti

### Coppa Europa
- Miglior piazzamento in classifica generale: 8ª nel 1991

### Nor-Am Cup
- Vincitrice della classifica di slalom speciale nel 1991[2]

### Campionati svizzeri
- 2 medaglie (dati parziali fino alla stagione 1994-1995):
  - 2 ori (slalom speciale[senza fonte] nel 1991; slalom speciale nel 1997)